# 于飞 (1960年)
于飞（1960年5月—），黑龙江肇东人，汉族，中国共产党党员。中华人民共和国政治人物、第十三届全国人民代表大会黑龙江省代表。

## 生平
2018年，于飞被选为黑龙江省出席第十三届全国人民代表大会代表。